# Derick Brassard
Derick Brassard (* 22. září 1987) je bývalý profesionální kanadský hokejový centr naposledy hrající v týmu Ottawa Senators v severoamerické lize NHL. V roce 2006 byl draftován v 1. kole jako 6. celkově klubem Columbus Blue Jackets. S kanadskou hokejovou reprezentací vybojoval zlatou medaili na MS 2016 v Rusku.

## Statistiky

### Klubové statistiky
| Sezóna      | Klub                     | Soutěž      |      | Základní část | Základní část | Základní část | Základní část | Základní část |    | Play off | Play off | Play off | Play off | Play off |
| Sezóna      | Klub                     | Soutěž      | Z    | G             | A             | B             | TM            | Z             | G  | A        | B        | TM       |          |          |
| 2003/04     | Drummondville Voltigeurs | QMJHL       | 10   | 0             | 1             | 1             | 0             | 7             | 0  | 0        | 0        | 0        |          |          |
| 2004/05     | Drummondville Voltigeurs | QMJHL       | 69   | 25            | 51            | 76            | 25            | 6             | 1  | 5        | 6        | 6        |          |          |
| 2005/06     | Drummondville Voltigeurs | QMJHL       | 58   | 44            | 72            | 116           | 92            | 7             | 5  | 4        | 9        | 10       |          |          |
| 2006/07     | Drummondville Voltigeurs | QMJHL       | 14   | 6             | 19            | 25            | 24            | 12            | 9  | 15       | 24       | 12       |          |          |
| 2007/08     | Syracuse Crunch          | AHL         | 42   | 15            | 36            | 51            | 51            | 13            | 4  | 9        | 13       | 10       |          |          |
| 2007/08     | Columbus Blue Jackets    | NHL         | 17   | 1             | 1             | 2             | 6             | —             | —  | —        | —        | —        |          |          |
| 2008/09     | Columbus Blue Jackets    | NHL         | 31   | 10            | 15            | 25            | 17            | —             | —  | —        | —        | —        |          |          |
| 2009/10     | Columbus Blue Jackets    | NHL         | 79   | 9             | 27            | 36            | 48            | —             | —  | —        | —        | —        |          |          |
| 2010/11     | Columbus Blue Jackets    | NHL         | 74   | 17            | 30            | 47            | 55            | —             | —  | —        | —        | —        |          |          |
| 2011/12     | Columbus Blue Jackets    | NHL         | 74   | 14            | 27            | 41            | 42            | —             | —  | —        | —        | —        |          |          |
| 2012/13     | EC Red Bull Salzburg     | EBEL        | 6    | 4             | 1             | 5             | 6             | —             | —  | —        | —        | —        |          |          |
| 2012/13     | Columbus Blue Jackets    | NHL         | 34   | 7             | 11            | 18            | 16            | —             | —  | —        | —        | —        |          |          |
| 2012/13     | New York Rangers         | NHL         | 13   | 5             | 6             | 11            | 0             | 12            | 2  | 10       | 12       | 2        |          |          |
| 2013/14     | New York Rangers         | NHL         | 81   | 18            | 27            | 45            | 46            | 23            | 6  | 6        | 12       | 8        |          |          |
| 2014/15     | New York Rangers         | NHL         | 80   | 19            | 41            | 60            | 34            | 19            | 9  | 7        | 16       | 20       |          |          |
| 2015/16     | New York Rangers         | NHL         | 80   | 27            | 31            | 58            | 30            | 5             | 1  | 3        | 4        | 0        |          |          |
| 2016/17     | Ottawa Senators          | NHL         | 81   | 14            | 25            | 39            | 24            | 19            | 4  | 7        | 11       | 8        |          |          |
| 2017/18     | Ottawa Senators          | NHL         | 58   | 18            | 20            | 38            | 30            | —             | —  | —        | —        | —        |          |          |
| 2017/18     | Pittsburgh Penguins      | NHL         | 14   | 3             | 5             | 8             | 4             | 12            | 1  | 3        | 4        | 4        |          |          |
| 2018/19     | Pittsburgh Penguins      | NHL         | 40   | 9             | 6             | 15            | 29            | —             | —  | —        | —        | —        |          |          |
| 2018/19     | Florida Panthers         | NHL         | 10   | 1             | 3             | 4             | 2             | —             | —  | —        | —        | —        |          |          |
| 2018/19     | Colorado Avalanche       | NHL         | 20   | 4             | 0             | 4             | 8             | 9             | 0  | 1        | 1        | 8        |          |          |
| 2019/20     | New York Islanders       | NHL         | 66   | 10            | 22            | 32            | 16            | 18            | 2  | 6        | 8        | 6        |          |          |
| 2020/21     | Arizona Coyotes          | NHL         | 53   | 8             | 12            | 20            | 12            | —             | —  | —        | —        | —        |          |          |
| 2021/22     | Philadelphia Flyers      | NHL         | 31   | 6             | 10            | 16            | 10            | —             | —  | —        | —        | —        |          |          |
| 2021/22     | Edmonton Oilers          | NHL         | 15   | 2             | 1             | 3             | 6             | 1             | 0  | 0        | 0        | 0        |          |          |
| 2022/23     | Ottawa Senators          | NHL         | 62   | 13            | 10            | 23            | 30            | —             | —  | —        | —        | —        |          |          |
| NHL celkově | NHL celkově              | NHL celkově | 1013 | 215           | 330           | 545           | 465           | 118           | 25 | 43       | 68       | 56       |          |          |

### Reprezentační statistiky
| Rok                       | Tým                       | Soutěž                    | Z  | G | A | B  | TM |
| ------------------------- | ------------------------- | ------------------------- | -- | - | - | -- | -- |
| 2005                      | Kanada 18                 | MS18                      | 6  | 0 | 4 | 4  | 6  |
| 2016                      | Kanada                    | MS                        | 10 | 5 | 6 | 11 | 4  |
| Juniorská kariéra celkově | Juniorská kariéra celkově | Juniorská kariéra celkově | 6  | 0 | 4 | 4  | 6  |
| Seniorská kariéra celkově | Seniorská kariéra celkově | Seniorská kariéra celkově | 10 | 5 | 6 | 11 | 4  |